# Довкілля
Довкі́лля, або навко́лишнє середо́вище — всі живі та неживі об'єкти, що природно існують на Землі або в деякій її частині (наприклад, довкілля країни).

## Загальний опис
Навколишнє середовище — це сукупність абіотичних та біотичних чинників, природних і змінених діяльністю людини, впливають на екосистеми планети. Природний складник довкілля вирізняється властивістю самопідтримання та саморегуляції без втручання людини.
Р Е
Термін є українським неологізмом, вперше відображеним у назвах державних органів та нормативно-правових актів (наприклад в законі України «Про оцінку впливу на довкілля»). Вперше запропоновано членами Інституту екології Національного екологічного центру України у 1990-х.

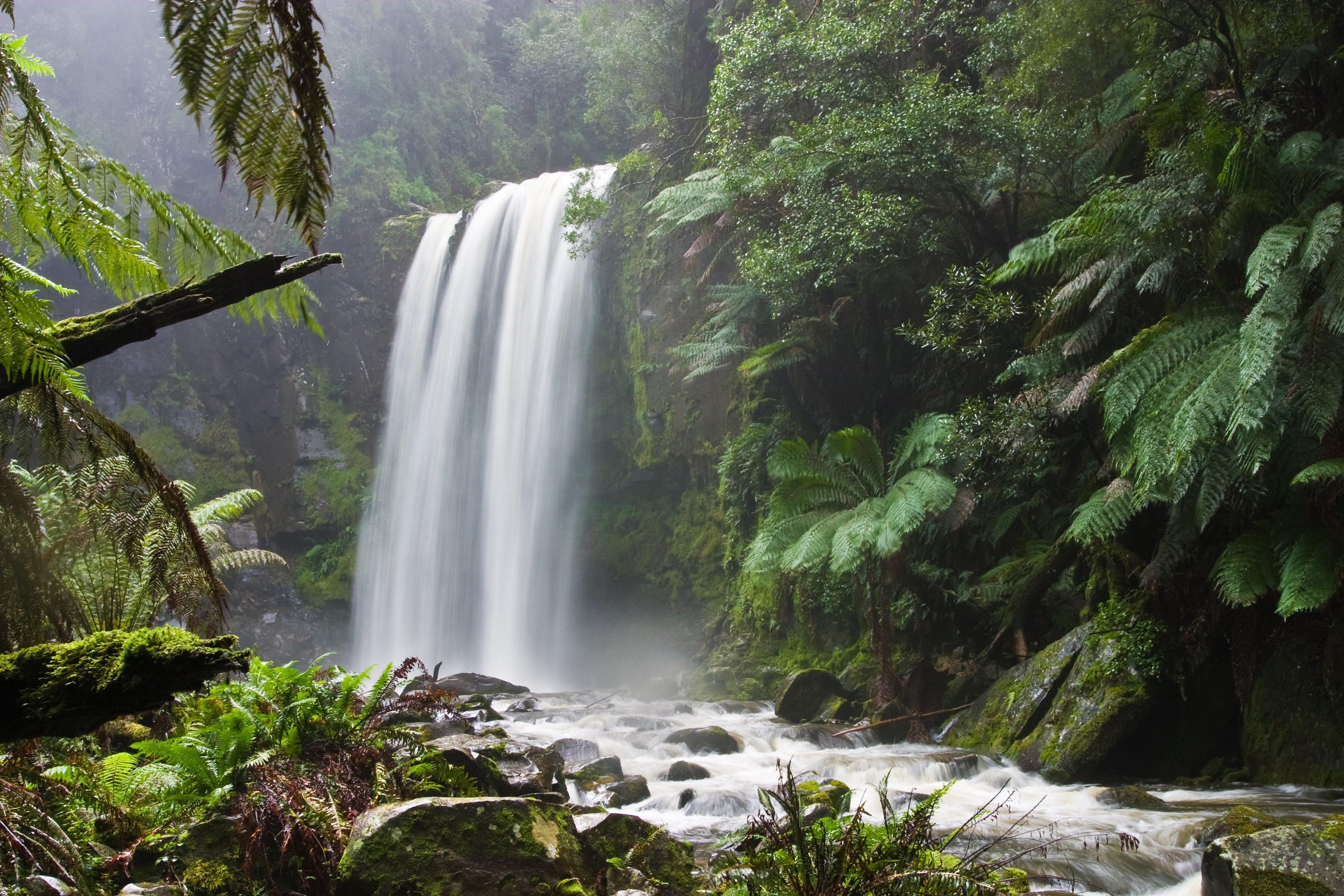
Багато уваги приділяється збереженню природних характеристик Гоуптоунського водоспаду (Австралія), водночас не перешкоджаючи вільному відвідуванню місця туристами.

Цей термін має низку ключових складників:
1. Певні одиниці рельєфу, які функціонують як природні екосистеми без значного людського втручання, а також природні явища, що відбуваються в їхніх межах;
2. Універсальні природні ресурси та фізичні явища, що не мають чітких меж, наприклад повітря, вода, клімат, так само як і випромінювання, електрична напруга й магнетизм, що не мають антропогенного походження.

Коли говорять про захист довкілля, мають на увазі збереження сприятливого середовища для існування живих істот у всій повноті біологічного розмаїття. Діяльність людини не має спричиняти критичного порушення екосистеми.
Природне довкілля протиставляється штучному або техногенному довкіллю, яке охоплює області й складники, на які сильно впливає людина. Географічна область вважається природним довкіллям, якщо людський вплив на нього є нижчим від певного рівня. Цей рівень залежить від багатьох чинників. У випадку, коли екосистеми певних ділянок Землі функціонують без втручання людини, використовують термін «дика природа».
Природне довкілля в ширшому розумінні — космічний простір, а в вужчому — біосфера, зовнішня оболонка Землі, яка охоплює частину атмосфери, гідросферу і верхню частину літосфери, що пов'язані складними біогеохімічними циклами міграції речовин і енергії.
Атмосфера — це газова оболонка Землі, яка обертається разом з нею.
Саме тут проходить озоновий захист життя Землі від жорсткого для всього живого випромінювання Сонця. Сонячна радіація, яка проходить до земної поверхні, має зовсім безпечні границі, а всі ультрафіолетові промені з меншою довжиною хвилі в'язнуть у цьому невидимому, легкому, але непроникному шарі повітряного океану.
За характером зміни різних параметрів атмосферу Землі розділяють на такі шари: тропосфера (9-18км), стратосфера (50-55км), мезосфера (80-90км), термосфера (вище 90 км до 800—1000 км) і екзосфера (вище 800—1000 км).
Найважливіший елемент — атмосферний кисень О2 — необхідний для дихання людей, тварин, переважної більшості рослин і мікроорганізмів. Основне джерело утворення кисню — фотосинтез зелених рослин.
Водяна пара — це джерело утворення хмар, туманів, опадів. Вона захищає земну поверхню від надмірного охолодження.
Гідросфера (грец. hydro — вода, sphaira — куля)  — це водяна оболонка Землі. До надземної частини гідросфери, що вкриває 70 % поверхні Земної кулі, належать океани, моря, озера, річки, а також льодовики, в яких вода перебуває у твердому стані.
Вода є основою існування життя на Землі. Для величезної кількості живих організмів, особливо на ранніх етапах розвитку біосфери, вода була середовищем зародження та розвитку. Живі організми на 60— 98 % складаються з води і всі їхні життєві функціональні процеси пов'язані з водою.
Літосфера  — зовнішня тверда оболонка Землі, яка включає земну кору з частиною верхньої мантії Землі і складається з осадових, вивержених і метаморфічних порід. З різними породами земної кори, як і з її тектонічними структурами, пов'язані різні корисні копалини.